# Nordiskt organ för rennäringsforskning
Nordiskt organ för rennäringsforskning (norska Nordisk organ for reindriftsforskning, finska Pohjoismainen Poronhoidontutkimuselin, engelska Nordic Council for Reindeer Husbandry Research) var ett kontakt‑ och samarbetsorgan för renskötselforskning som grundades 1980 och lades ner 2012. Organisationen bekostades av medlemsstaterna Norge, Sverige och Finland, och hade sitt säte i Tromsö. Dess uppgift var bland annat att bidraga till kontakt mellan forskningen och rennäringen, främja forskning och utbyte mellan forskare, och ge ut litteratur inklusive tidskriften Rangifer.